# Лоскутов, Иван Алексеевич
Ива́н Алексе́евич Лоскутов (2 ноября 1918, деревня Мироновка Оханского района Пермской области — 8 ноября 1994, Владивосток) — советский офицер, во время Великой Отечественной войны лейтенант, командир взвода управления артиллерийской батареи (июнь — сентябрь 1941), командир батареи (сентябрь 1941 — январь 1943) 104-го армейского пушечного артиллерийского полка, начальник штаба (январь 1943 — февраль 1944), командир (с февраля 1944) 283-го артиллерийского дивизиона . Прототип лейтенанта Петрова («Лёньки») из поэмы К. М. Симонова «Сын артиллериста».

## Биография
В октябре 1941 года Симонов, который ещё летом 1941 года решил написать цикл корреспонденций с самых крайних участков советско-германского фронта, отправился после пребывания в Крыму на Северный фронт.
Из Мурманска 17 октября 1941 года Симонов переправился на полуостров Рыбачий, который действительно являлся самой северной точкой фронта, и находился там до начала ноября 1941 года.
В последний день его пребывания на полуострове Рыбачий майор Е. С. Рыклис, командир 104-го армейского пушечного артиллерийского полка, тяжёлые батареи 122-мм и 152-мм орудий которого были расположены на полуостровах Средний и Рыбачий, рассказал ему историю о том, как он в июле 1941 года был вынужден послать на корректировку артиллерийского огня на одну из высот на полуострове Средний сына своего старого армейского друга — лейтенанта И. А. Лоскутова.
31 июля 1941 года вместе с двумя радистами лейтенант И. А. Лоскутов взобрался на высоту и оттуда в течение 6 суток по рации корректировал огонь артиллерии. По данным, передаваемым Лоскутовым, огнём была уничтожена миномётная батарея, большая группа пехоты, несколько пулемётных точек. Однако вражеские войска определили местонахождение корректировочной группы и, после не принесшего результата миномётного и артиллерийского обстрела высоты, были вынуждены перейти в атаку на высоту. Окружив высоту со всех сторон, немецкие солдаты начали подниматься наверх.
Как вспоминал И. А. Лоскутов:

Нам ничего не оставалось делать, как вызвать огонь непосредственно по высоте. Мы передали такую команду, но командир полка посчитал, что это ошибка, и переспросил, и только после вторичной нашей команды на высоту обрушился шквал нашего артогня.

Наступавшие немцы частично были уничтожены, а остальные обратились в бегство. В период обстрела мы постарались укрыться и остались живы, правда, состояние было ужасное. Радиостанция была разбита, и дальнейшее наше пребывание на высоте без связи с полком было бессмысленно, и я принял решение возвратиться в полк.
За этот подвиг И. А. Лоскутов был награждён медалью «За отвагу».
По впечатлениям от рассказанной истории К. М. Симонов написал поэму «Сын артиллериста», прототипом лейтенанта Петрова в которой послужил И. А. Лоскутов, прототипом майора Деева — Е. С. Рыклис; более того, в поэме указано место действия, соответствующее реальным событиям.

…Вот какая история
Про славные эти дела
На полуострове Среднем
Рассказана мне была…
В реальности имелись (исключая, естественно, фамилии) два отличия от поэмы. В поэме Лёнька отправился на корректировку один, в реальности с двумя радистами (рядовые Георгий Макаров и Григорий Мехоношин) и проводником, который, будучи раненым, вернулся. Также отец Лёньки, и по поэме, и в действительности воевавший на южном участке фронта, не погиб, а получил тяжёлое ранение, но остался в живых и умер только в 1965 году.
И. А. Лоскутов воевал всю войну в 104-м артиллерийском полку, закончил войну на Тихом океане, продолжил службу на Тихоокеанском флоте, закончил карьеру в 1978 году в звании полковника, в должности старшего офицера по кадрам в штабе Тихоокеанского флота. За время войны награждён четырьмя орденами и медалью.
Скончался в 1994 году. Похоронен на Лесном кладбище Владивостока.

## Награды
- Орден Отечественной войны I степени[2]
- Орден Отечественной войны II степени[1]
- Два ордена Красной Звезды[8]
- Медаль «За отвагу»[3] №20881[9]

## Память
- Во Владивостоке на доме №24 по ул. Гамарника, в котором жил Иван Лоскутов, установлена мемориальная доска[7]
- Именем Лоскутова названа одна из улиц Владивостока[7][10]